# Spaleniec (grzbiet)

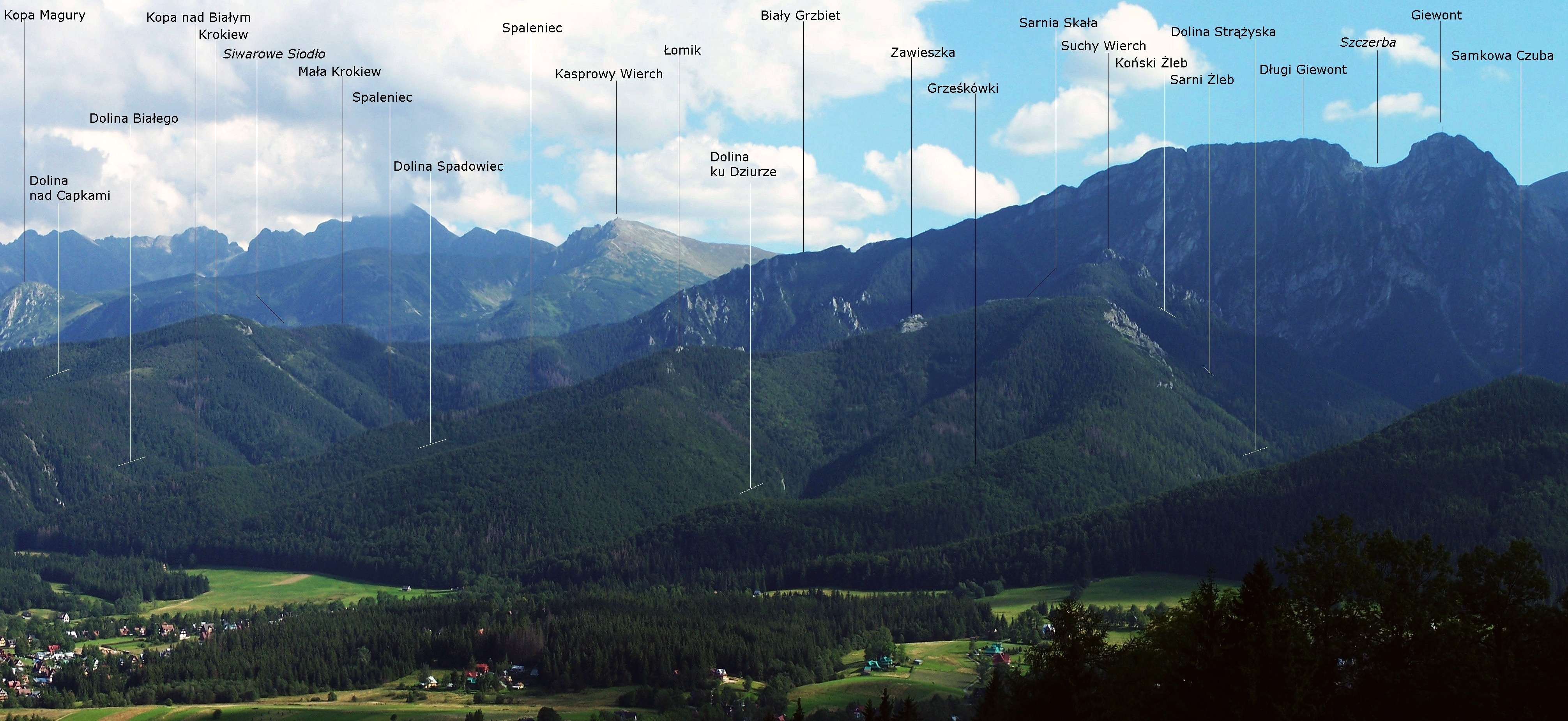
Widok z Pasma Gubałowskiego

Spaleniec – jeden z dwóch grzbietów (północno-wschodni), opadających spod Sarniej Skały do Kotliny Zakopiańskiej w polskich Tatrach Zachodnich. Jego górna część oddziela Dolinę Białego od Doliny ku Dziurze. Kolejno od południa na północ znajdują się w nim: turnia Zawieszka i wzniesienie Łomik, na którym Spaleniec rozdziela się na dwa grzbiety; obydwa noszą nazwę Spaleniec:
- grzbiet północno-wschodni, oddzielający Dolinę Białego od doliny Spadowiec. Znajduje się w nim Kopa nad Białym, a w jej wschodnich stokach turniczka Kazalnica,
- grzbiet północny, oddzielający dolinę Spadowiec od Doliny Ku Dziurze. W jego zachodnich stokach (od strony Doliny ku Dziurze) znajduje się Ściana nad Dziurą, a w niej 3 jaskinie: Dziura i system Dziura Wyżnia – Lisia Jama[2].

Spaleniec jest całkowicie porośnięty lasem i nie prowadzą nim szlaki turystyczne. Znajduje się na obszarze ochrony ścisłej Regle Zakopiańskie. Jedynie do podnóży jego zachodniego grzbietu doprowadza czarny szlak turystyczny (do jaskini Dziura).